# 武田耕雲斎
武田 耕雲斎（たけだ こううんさい、享和3年（1803年）- 元治2年2月4日（1865年3月1日））は、幕末の武士。水戸藩の天狗党の首領。
名は正生(まさなり)。通称は彦九郎(ひこくろう)。号は如雲(じょうん)。位階は贈正四位。官位は伊賀守。松原神社 (敦賀市)の祭神。靖国神社合祀。

## 家系
武田耕雲斎の家系は清和源氏のひとつ、河内源氏の傍系である跡部氏の一族であるという。跡部氏は室町時代後期に甲斐守護・武田氏を補佐する守護代となり武田氏に滅ぼされた一族のほか、戦国時代の甲斐武田氏家臣となった一族や、武田遺臣として存続した一族が知られる。跡部氏はもともと武田氏と同じ甲斐源氏であるが、祖は武田氏とは別流の小笠原氏であった。
しかし、姻戚関係によるつながりのためか、耕雲斎は武田信玄の末裔を称して武田姓に改めた。祖先とされる跡部勝資が『甲陽軍鑑』において「奸臣」とされていた為、この家名を嫌ったことから藩主斉昭の許しを得て武田姓への「復姓」（改姓）をしたという。

## 経歴
水戸藩士・跡部正続の子として生まれ、跡部正房（跡部家の宗家・300石）の養嗣子となった。文化14年（1817年）、家督を継ぐと同時に武田氏に改姓。戸田忠太夫、藤田東湖と並び水戸の三田と称される。
徳川斉昭の藩主擁立に尽力した功績などから、天保11年（1840年）には参政に任じられ、水戸藩の藩政に参与した。しかし弘化元年（1844年）、斉昭が幕府から隠居謹慎処分を命じられると、これに猛反対したため、耕雲斎も連座で謹慎となった。嘉永2年（1849年）、斉昭の復帰に伴って再び藩政に参与し、安政3年（1856年）には執政に任じられた。そして、斉昭の尊皇攘夷運動を支持し、斉昭の藩政を支えた。
しかし万延元年（1860年）、斉昭が病死すると水戸藩内は混乱を極め、耕雲斎も藩政から遠ざけられた。耕雲斎は斉昭死後の混乱を収拾しようと各派閥の調整に当たったが、混乱は収まらなかったばかりか、元治元年（1864年）には藤田小四郎（藤田東湖の四男）が天狗党を率いて挙兵してしまう。耕雲斎は小四郎に早まった行動であると諌めたが、小四郎は斉昭時代の功臣である耕雲斎に天狗党の首領になってくれるように要請する。耕雲斎は初め拒絶していたが、小四郎の熱望に負けて止む無く首領となった。
天狗党は、斉昭の子で当時は京都にいた徳川慶喜を新たな水戸藩主に据えることを目的としていた。そして、800名の将兵を率いて中山道を進軍したが、敦賀（越前国新保）で幕府軍の追討を受けて降伏した。降伏すると、簡単な取調べを受けた後、小四郎と共に斬首された。享年63。その後、妻・妾・幼児を含む2人の子・少女や幼児を含む4人の孫も水戸で斬首刑となった。

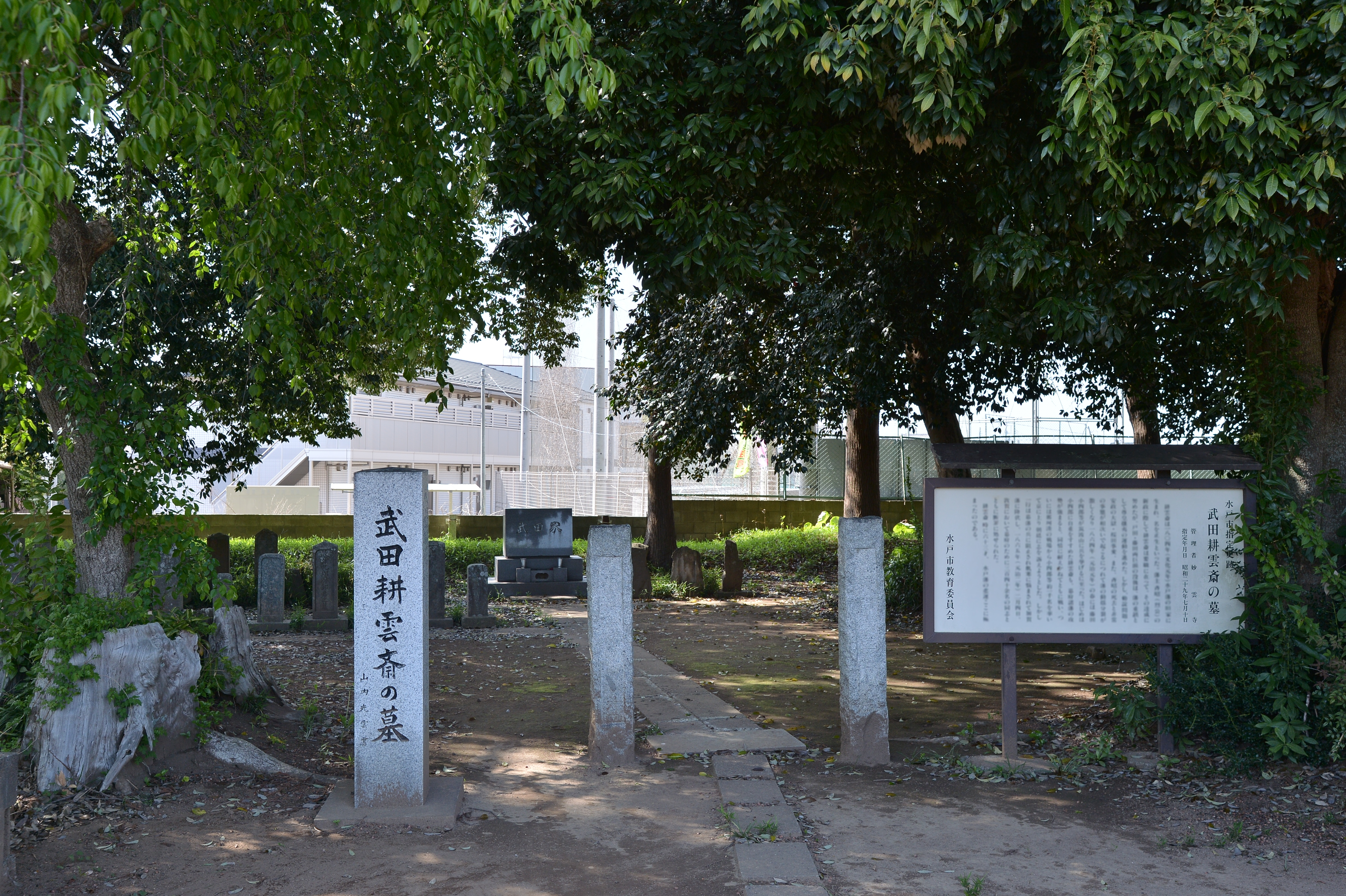
妙雲寺（水戸市）にある武田耕雲斎の墓

耕雲斎は斉昭の影響を強く受けた尊皇攘夷派であったが、過激な攘夷には消極的だった。天狗党の首領とされた時、彼は既に死を覚悟していたらしい。
墓所は水戸市所在の妙雲寺にある。また、斬首された天狗党員353名とともに埋葬された墳墓が、福井県敦賀市松島町にあり、武田耕雲斎等墓の名称で国の史跡に指定されている。

## 家族
- 武田延子 耕雲斎の妻。人見姓。慶応元年(1865年)3月25日、水戸で斬首。享年40。靖国神社合祀[1]。
- 武田彦衛門 耕雲斎の長男。水戸藩士。500石。書院番頭。諱は正勝。武田金次郎の父。元治元年(1864年)、小川勢を率い転戦し、10月、自首した榊原新左衛門と離れて西上し、慶応元年(1865年)2月4日、越前国敦賀で斬首となる。贈従四位。享年44。敦賀松原と水戸に墓、また靖国神社合祀[1]。
- 武田幾子 彦衛門の妻。藤田東湖の妹。藤田氏。慶応元年(1865年)9月24日、水戸獄中で絶食して死す。享年43。靖国神社合祀[1]。
- 武田孫三郎 彦衛門三男。慶応元年(1865年)3月25日、水戸で斬首。靖国神社合祀[1]。
- 武田金四郎 彦衛門四男。慶応元年(1865年)3月25日、水戸で斬首。靖国神社合祀[4]。
- 武田とし 彦衛門の娘。慶応元年(1865年)3月25日、水戸で斬首。享年11。靖国神社合祀[4]。
- 武田熊五郎 彦衛門の五男。慶応元年(1865年)3月25日、水戸で斬首。靖国神社合祀[4]。
- 武田魁介 耕雲斎次男。諱は正義。弘化(1844年～1847年)以来国事に尽し、元治元年(1864年)、大挙して江戸に赴き、8月、那珂湊にて合戦、そのまま西上し、慶応元年(1865年)2月4日、越前国敦賀で捕らわれ斬首となる。贈従四位。靖国神社合祀[4]。
- 武田桃丸 耕雲斎の六男。慶応元年(1865年)3月25日、水戸で斬首。享年9。靖国神社合祀[4]。
- 武田金吾 耕雲斎の七男。慶応元年(1865年)3月25日、水戸で斬首。享年3。靖国神社合祀[4]。
- 阿久津梅 耕雲斎の妾。慶応元年(1865年)3月25日、水戸で斬首。靖国神社合祀[4]。
- 古河ミネ 耕雲斎の外妾・カヨとの間に生まれた娘。大久保利通暗殺犯である島田一郎の妻となる。その後、生活の困窮などから窃盗や詐欺を働き逮捕された[5]。
- 武田金次郎 耕雲斎の孫。

## 登場作品
- 天皇の世紀（テレビドラマ、朝日放送、1971年、演：加藤嘉）
- 徳川慶喜  (NHK大河ドラマ、1998年、演 : 金内喜久夫)
- 青天を衝け（NHK大河ドラマ、2021年、演：津田寛治）